# Grégory Cluze
Grégory Cluze, né le 9 octobre 1984, est un copilote (passager) de side-car français, champion du monde de side-car en 2014 avec l'anglais Tim Reeves.

## Biographie
Il fait ses débuts en side-car à l'âge de 16 ans avec pour pilote son père Jean Cluze, un des meilleurs français. Avec ce dernier, il prend la 3e place du championnat de France. Il court avec son père jusqu'en 2006.
En 2007 et 2008, il est associé à Sébastien Delannoy. En 2007 ils sont vice-champions de France et ils prennent la 4e place des championnats du monde, à un point du podium. L'année suivante en 2008, ils deviennent Champions de France et réitèrent leur 4e place aux championnats du monde.
En 2009, associé au pilote allemand Mike Roscher, il prend la 7e place des championnats du monde.
En 2010 et 2011, il devient le copilote de l'anglais Tim Reeves (à cette époque tripe champion du monde de side-car). Ils sont vice-champions du monde en 2010 et remportent le championnat britannique en 2010 et 2011.
En 2012 et 2013, il est associé à l'allemand Jörg Steinhausen et devient Vice-champion du monde en 2012 puis 3e en 2013.
En 2014, il est à nouveau avec Tim Reeves, et décroche le titre de Champion du monde, 24 ans après le titre du pilote français Alain Michel. Il est le premier copilote français à remporter ce titre. Cette même année il prend la 3e place du Tourist Trophy.
Toujours avec Tim Reeves, il est vice-champion du monde en 2015 et 2016.

## Palmarès

### Championnats du monde
| Édition | Classement        | Pilote             | Side         | Victoires | Podiums | Pôle Position |
| 2005    | 19e               | Jean Cluze         | LCR          |           |         |               |
| 2006    | 27e               | Jean Cluze         | LCR          |           |         |               |
| 2007    | 4e                | Sébastien Delannoy | LCR-Suzuki   |           |         |               |
| 2008    | 4e                | Sébastien Delannoy | LCR-Suzuki   |           |         |               |
| 2009    | 7e                | Mike Roscher       | LCR-Suzuki   |           |         |               |
| 2010    | 2e                | Tim Reeves         | LCR-Honda    | 2         | > 2     |               |
| 2011    | 4e                | Tim Reeves         | LCR-Honda    |           |         |               |
| 2012    | 2e                | Jörg Steinhausen   | LCR-BMW      | > 1       | > 5     |               |
| 2013    | 3e                | Jörg Steinhausen   | LCR-BMW      | 1         | 9       |               |
| 2014    | Champion du monde | Tim Reeves         | LCR-Kawasaki | 5         | 9       | 5             |
| 2015    | 2e                | Tim Reeves         | LCR-Kawasaki | 7         | 7       | 7             |
| 2016    | 2e                | Tim Reeves         | LCR-Yamaha   | 5         | 6       | 5             |